# Vărădia
Vărădia – wieś w Rumunii, w okręgu Caraș-Severin, w gminie Vărădia. W 2011 roku liczyła 803 mieszkańców. 